# Liivarivier
Liivarivier (Zweeds – Fins: Liivajoki) is een rivier, die stroomt in de Zweedse  gemeente Pajala. De rivier annex beek ontstaat net over de grens met de gemeente Kiruna in een tweetal moerassen. Ze  stroomt naar het zuidzuidoosten meter, stroomt door het Liivameer en geeft haar water uiteindelijk af aan de Parkarivier. Ze is circa dertien kilometer lang.
Afwatering: Liivarivier → Parkarivier → Muonio → Torne → Botnische Golf